# Snowbird (ornitóptero)
O Snowbird foi uma aeronave de propulsão humana que voou em 2010, emulando o voo dos pássaros, ou seja um ornitóptero construído como um projeto do Instituto de Estudos Espaciais da Universidade de Toronto (UTIAS).

## Projeto e desenvolvimento

### Antecedentes
Durante a história humana houve várias tentativas de voo humano procurando imitar o voo dos pássaros. Leonardo da Vinci é associado em 1485 a um primeiro projeto de ornitóptero humano. Desde essa altura, muitos tentaram realizar um voo humano semelhante ao do pássaro.
Em 1991, a Federação Aeronáutica Internacional (FAI) premiou o primeiro ornitóptero motorizado, desenvolvido por James DeLaurier e o colegas do UTIAS de Toronto.
Em 2006, o UTIAS Ornithopter No.1 voou, requerendo a assistência de um motor para descolar, e a vibração das asas era feito por um motor de 18 kW a gasolina.

### Ornithopter Project
O projeto Human-Powered Ornithopter (HPO) visando apenas propulsão humana, começou em 2006, como spin-off de projetos do UTIAS. O projeto correu em simulações computacionais até chegar à fase de construção e teste em 2010.

## Voos teste
O Snowbird completou com sucesso voos livres antes de ser oficialmente registado em 31 de julho de 2010.
Foi pilotado por Todd Reichert, um doutorado de 28 anos da Universidade de Toronto. O voo para o recorde foi monitorizado oficialmente pela Fédération Aéronautique Internationale (FAI). 
No último voo, de 2 de agosto de 2010, várias coisas falharam e o projeto acabou abandonado.
Ainda assim contam ter uma entrada no Guinness Book of World Records. A aeronave está exposta no Hangar do museu Canada Aviation and Space Museum, em Ottawa.

## Ver ainda
- Aeronaves de propulsão humana

## References
1. 1 2  http://www.reuters.com/article/idUS161728911820100928
2. ↑  http://seerpress.com/ornithopter-%E2%80%93-da-vinci-conceived-canadian-student-realizes-the-engineless-flying-machine/8043/
3. ↑  The Christian Science Monitor.
4. ↑  Graffetto Technologies.
5. ↑  Hein, Treena.
6. ↑  Graffetto Technologies.
7. ↑  «Cópia arquivada». Consultado em 22 de setembro de 2015. Arquivado do original em 17 de outubro de 2010
8. ↑  http://www.metronews.ca/calgary/life/article/711836--piloting-purely-on-pedal-power
9. 1 2 3  Graffetto Technologies.
10. 1 2  «Cópia arquivada». Consultado em 22 de setembro de 2015. Arquivado do original em 29 de setembro de 2010
11. ↑  "CNN Student News Transcript: September 28, 2010". cnn.com.